# فريدي مارتين
فريدي مارتين (بالإسبانية: Freddy Martín)‏ هو لاعب كرة قدم مكسيكي، ولد في 14 أبريل 1987. لعب مع Venados F.C. ‏.

## وصلات خارجية
- فريدي مارتين على موقع قاعدة بيانات كرة القدم.إي يو (الإنجليزية)
- فريدي مارتين على موقع AS.com (الإسبانية)